# (1045) Michela
(1045) Michela ist ein Asteroid des Hauptgürtels, der am 19. November 1924 vom belgischen Astronomen George Van Biesbroeck am Yerkes-Observatorium in Williams Bay, Wisconsin entdeckt wurde.
Benannt ist der Asteroid nach Micheline van Biesbroeck, der Tochter des Entdeckers.